# Johannes Werner
Johann(es) Werner (em latim: Ioannes Vernerus; Nuremberg, 14 de fevereiro de 1468 – maio de 1522) foi um matemático alemão. Foi sacerdote da paróquia em Nuremberg. Trabalhou principalmente com astronomia, matemática e geografia, tendo sido considerado também um exímio Luthier.

## Matemática
Suas obras matemáticas foram nas áreas de trigonometria esférica e seções cônicas. Publicou um trabalho original sobre seções cônicas em 1522, sendo um dos diversos matemáticos algumas vezes creditado pela invenção da prosthaphaeresis, que simplificou cálculos tediosos mediante o uso de fórmulas trigonométricas, algumas vezes denominadas fórmulas de Werner.

## Publicações notáveis
- In hoc opere haec continentur Nova translatio primi libri geographiae Cl. Ptolomaei: quae quidem translatio verbum: habet e verbo fideliter expressum. Libellus de quattuor terrarum orbis in plano figurationibus.: In idem Georgii Amirucii opusculaum. Appendices, Nürnberg 1514
- In hoc opere haec continentur. Libellvs Ioannis Verneri Nvrembergen. Svper Vigintidvobvs Elementis Conicis. Comentarius seu paraphrastica enarratio in vndecim modos conficiendi eius Problematis quod Cubi duplicatio dicitur. Eivsdem. Comentatio in Dionysodori problema, quo data sphæra plano sub data secat ratione, Alivs modus idem problema coficiendi ab eodem Ioanne Vernero nouissime copertus demostratusq; de motu octauæ Sphæræ, Tractatus duo. Summaria enarratio Theoricæ motus octau Sphæræ., Nürnberg, Petrejus 1522
- De Triangulis sphaericis libri quatuor de meteoroscopiis libri sex, https://archive.org/details/ioannisvernerid00rhgoog
- Canones sicut breuissimi, ita etiam doctissimi, complectentes praecepta & obseruationes de mutatione aurae, 1546
- Compendiosa institvtio in vniversam dialecticam, ex Aristot., Riuio, aliisque auctoribus recentioribus collecta, nuperrime scholiis philosophicis illustrata

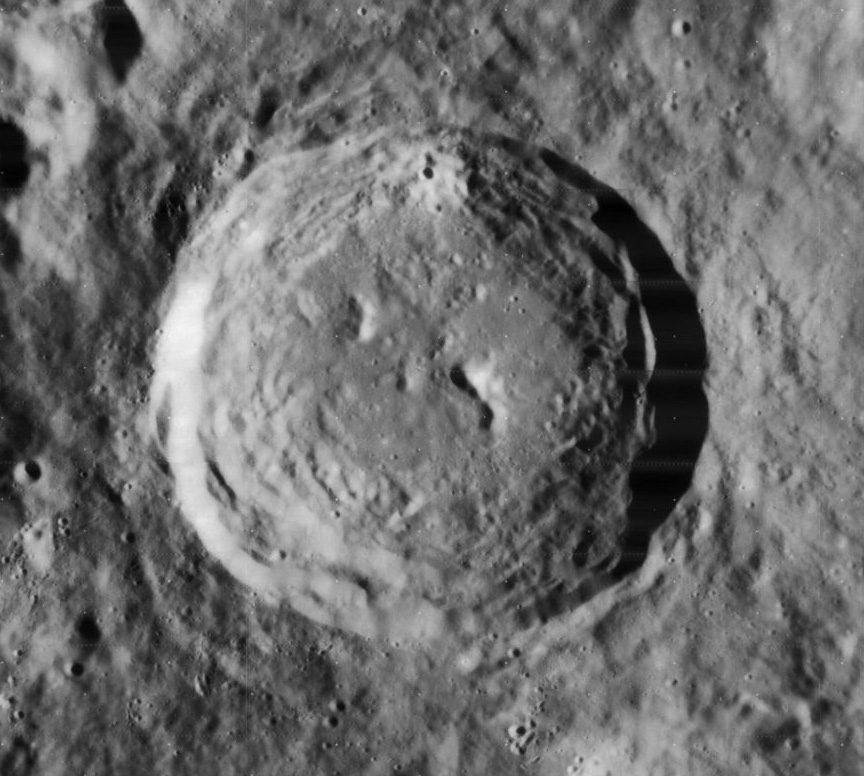
Cratera Werner na Lua